# Campeonato Mundial de Natação em Piscina Curta de 2022 - 100 m borboleta feminino
A prova dos 100 metros nado borboleta feminino do Campeonato Mundial de Natação em Piscina Curta de 2022 foi disputada entre os dias 17 e 18 de dezembro de 2022, no Melbourne Sports and Aquatics Centre, em Melbourne, na Austrália.

## Recordes
Antes desta competição, os recordes mundiais e do campeonato nesta prova eram os seguintes:
|                       | Nome           | Nacionalidade  | Tempo | Local     | Data                  |
| --------------------- | -------------- | -------------- | ----- | --------- | --------------------- |
| Recorde mundial       | Kelsi Dahlia   | Estados Unidos | 54.61 | Eindhoven | 3 de dezembro de 2021 |
| Recorde do campeonato | Sarah Sjöström | Suécia         | 54.61 | Doha      | 7 de dezembro de 2014 |

Os seguintes recordes mundiais ou do campeonato foram estabelecidos durante esta competição:
| Data           | Evento | Nome            | Nacionalidade | Tempo | Notas |
| -------------- | ------ | --------------- | ------------- | ----- | ----- |
| 18 de dezembro | Final  | Maggie Mac Neil | Canadá        | 54.05 | ,     |

## Medalhistas
| Ouro                  | Prata             | Bronze               |
| Maggie Mac Neil (CAN) | Torri Huske (USA) | Louise Hansson (SWE) |

## Cronograma
Todos os horários são locais (UTC+11). 
| Data           | Hora  | Evento        |
| -------------- | ----- | ------------- |
| 17 de dezembro | 12:05 | Eliminatórias |
| 17 de dezembro | 21:07 | Semifinal     |
| 18 de dezembro | 19:35 | Final         |

## Resultados

### Eliminatórias
As eliminatórias ocorreram no dia 17 de dezembro com início às 12:05.
| Colocação | Bateria | Raia | Nadadora              | Nacionalidade                  | Tempo   | Notas            |
| --------- | ------- | ---- | --------------------- | ------------------------------ | ------- | ---------------- |
| 1         | 3       | 4    | Louise Hansson        | Suécia                         | 55.74   | Q                |
| 2         | 3       | 5    | Torri Huske           | Estados Unidos                 | 56.01   | Q                |
| 3         | 3       | 6    | Alexandria Perkins    | Austrália                      | 56.46   | Q                |
| 4         | 4       | 4    | Maggie Mac Neil       | Canadá                         | 56.53   | Q                |
| 5         | 2       | 7    | Angelina Köhler       | Alemanha                       | 56.56   | Q                |
| 6         | 2       | 6    | Maaike de Waard       | Países Baixos                  | 56.67   | Q                |
| 7         | 3       | 3    | Ai Soma               | Japão                          | 56.72   | Q                |
| 8         | 4       | 7    | Katerine Savard       | Canadá                         | 56.86   | Q                |
| 9         | 2       | 5    | Lana Pudar            | Bósnia e Herzegovina           | 56.89   | Q                |
| 10        | 2       | 4    | Claire Curzan         | Estados Unidos                 | 56.90   | Q                |
| 11        | 3       | 7    | Helena Rosendahl Bach | Dinamarca                      | 57.15   | Q                |
| 12        | 2       | 3    | Moe Tsuda             | Japão                          | 57.22   | Q                |
| 13        | 2       | 1    | Kim Seo-yeong         | Coreia do Sul                  | 57.26   | Q,               |
| 14        | 4       | 6    | Giovanna Diamante     | Brasil                         | 57.50   | Q                |
| 15        | 4       | 2    | Helena Gasson         | Nova Zelândia                  | 57.51   | Q                |
| 16        | 2       | 2    | Brittany Castelluzzo  | Austrália                      | 57.85   | DES              |
| 16        | 3       | 2    | Laura Lahtinen        | Finlândia                      | 57.85   | DES              |
| 18        | 3       | 1    | Amina Kajtaz          | Croácia                        | 57.88   | Recorde nacional |
| 19        | 4       | 1    | Rebecca Meder         | África do Sul                  | 58.04   |                  |
| 20        | 3       | 8    | Sze Hang-yu           | Hong Kong                      | 58.06   |                  |
| 21        | 2       | 8    | Barbora Janíčková     | Chéquia                        | 58.65   |                  |
| 22        | 4       | 8    | Luana Alonso          | Paraguai                       | 58.93   |                  |
| 23        | 1       | 6    | Zora Ripková          | Eslováquia                     | 59.39   |                  |
| 24        | 1       | 4    | Krystal Lara          | República Dominicana           | 59.78   | Recorde nacional |
| 25        | 1       | 5    | Olivia Borg           | Samoa                          | 1:00.13 |                  |
| 26        | 1       | 7    | Julimar Ávila         | Honduras                       | 1:01.43 | Recorde nacional |
| 27        | 1       | 3    | Oumy Diop             | Senegal                        | 1:01.54 | Recorde nacional |
| 28        | 1       | 2    | Imara-Bella Thorpe    | Federação de membros suspensos | 1:01.84 |                  |
| 29        | 1       | 1    | Tara Naluwoza         | Uganda                         | 1:05.28 |                  |
| 30        | 4       | 3    | Wang Yichun           | China                          | DNS     | DNS              |
| 30        | 4       | 5    | Zhang Yufei           | China                          | DNS     | DNS              |

Desempate
Uma prova extra foi realizada no dia 17 de dezembro às 13:33 para a definição do último semifinalista.
| Colocação | Raia | Nadadora             | Nacionalidade | Tempo | Notas |
| --------- | ---- | -------------------- | ------------- | ----- | ----- |
| 1         | 5    | Laura Lahtinen       | Finlândia     | 56.88 | Q,    |
| 2         | 4    | Brittany Castelluzzo | Austrália     | 57.76 |       |

### Semifinal
A semifinal ocorreu no dia 17 de dezembro com início às 21:07.
| Colocação | Bateria | Raia | Nadadora              | Nacionalidade        | Tempo | Notas            |
| --------- | ------- | ---- | --------------------- | -------------------- | ----- | ---------------- |
| 1         | 1       | 4    | Torri Huske           | Estados Unidos       | 55.23 | Q                |
| 2         | 2       | 4    | Louise Hansson        | Suécia               | 55.78 | Q                |
| 3         | 1       | 5    | Maggie Mac Neil       | Canadá               | 55.83 | Q                |
| 4         | 2       | 3    | Angelina Köhler       | Alemanha             | 56.23 | Q,               |
| 5         | 1       | 2    | Claire Curzan         | Estados Unidos       | 56.37 | Q, RET           |
| 6         | 2       | 5    | Alexandria Perkins    | Austrália            | 56.39 | Q                |
| 7         | 1       | 3    | Maaike de Waard       | Países Baixos        | 56.40 | Q                |
| 8         | 1       | 6    | Katerine Savard       | Canadá               | 56.44 | Q                |
| 9         | 2       | 6    | Ai Soma               | Japão                | 56.51 | Q                |
| 10        | 2       | 2    | Lana Pudar            | Bósnia e Herzegovina | 56.71 |                  |
| 11        | 2       | 1    | Kim Seo-yeong         | Coreia do Sul        | 57.07 | Recorde nacional |
| 12        | 1       | 2    | Giovanna Diamante     | Brasil               | 57.13 |                  |
| 13        | 2       | 7    | Helena Rosendahl Bach | Dinamarca            | 57.21 |                  |
| 14        | 2       | 8    | Helena Gasson         | Nova Zelândia        | 57.23 |                  |
| 15        | 1       | 7    | Moe Tsuda             | Japão                | 57.25 |                  |
| 16        | 1       | 8    | Laura Lahtinen        | Finlândia            | 58.09 |                  |

### Final
A final foi realizada no dia 18 de dezembro com início às 19:35.
| Colocação         | Raia | Nadadora           | Nacionalidade  | Tempo | Notas            |
| ----------------- | ---- | ------------------ | -------------- | ----- | ---------------- |
| Medalha de ouro   | 3    | Maggie Mac Neil    | Canadá         | 54.05 | Recorde mundial  |
| Medalha de prata  | 4    | Torri Huske        | Estados Unidos | 54.75 |                  |
| Medalha de bronze | 5    | Louise Hansson     | Suécia         | 54.87 |                  |
| 4                 | 6    | Angelina Köhler    | Alemanha       | 56.20 | Recorde nacional |
| 5                 | 8    | Ai Soma            | Japão          | 56.27 |                  |
| 6                 | 2    | Alexandria Perkins | Austrália      | 56.34 |                  |
| 7                 | 7    | Maaike de Waard    | Países Baixos  | 56.52 |                  |
| 8                 | 1    | Katerine Savard    | Canadá         | 56.87 |                  |

Legenda
| Recorde mundial       | Recorde mundial (World record)               |                       | Recorde africano                      | Recorde africano (African) |                                           | Q | Classificado por posição (Qualified) |
| Recorde do campeonato | Recorde do campeonato (Championship record)  | Recorde da América    | Recorde da América (Americas)         | q                          | Classificado por melhor tempo (Qualified) |   |                                      |
| Melhor marca do ano   | Melhor marca do ano (World leading)          | Recorde asiático      | Recorde asiático (Asian)              | DNS                        | Não largou (Did not start)                |   |                                      |
| Recorde nacional      | Recorde nacional (National record)           | Recorde europeu       | Recorde europeu (European)            | DNF                        | Não terminou (Did not finish)             |   |                                      |
| Recorde pessoal       | Recorde pessoal do atleta (Personal best)    | Recorde da Oceania    | Recorde da Oceania (Oceania)          | DSQ / DQ                   | Desclassificado (Disqualified)            |   |                                      |
| Recorde da temporada  | Recorde da temporada do atleta (Season best) | Recorde sul-americano | Recorde sul-americano (South America) | NM                         | Sem marca (No mark)                       |   |                                      |